# Jevdokia Karpova
Jevdokia Fjodorovna Karpova, född 1923, död 2000, var en rysk-sovjetisk politiker (kommunist).
Hon var vice ordförande för ministerrådet 1966–1987. 